# 古城寺 (天祝)
古城寺（藏语发音ser-rtsud-dgon），位于天祝藏族自治县赛什斯镇，是一座藏传佛教格鲁派寺院。

## 历史
清朝同治年间，东大寺与今天祝藏族自治县境内其他寺院同遭到战火破坏。后来，该寺部分迁至今永登县大有乡旧寺沟，但因此地僧俗饮水困难，遂又迁至今天祝藏族自治县古城地方，称“古城寺”；该寺另一部分仍留在原址，仍为东大寺。
中华人民共和国成立初期，古城寺有僧人100人。经过文化大革命后，1982年古城寺恢复开放。根据天祝县宗教局2005年统计，古城寺有僧人6人，信教群众400人。